# Phantom Antichrist
Phantom Antichrist – trzynasty album studyjny niemieckiego zespołu muzycznego Kreator. Wydawnictwo ukazało się 1 czerwca 2012 roku nakładem wytwórni muzycznej Nuclear Blast. Nagrania zostały zarejestrowane w Fascination Street Studios w Örebro w Szwecji, we współpracy z producentem muzycznym Jensem Bogrenem.
Album dotarł do 130. miejsca listy Billboard 200 w Stanach Zjednoczonych sprzedając się w nakładzie 3,9 tys. egzemplarzy w przeciągu tygodnia od dnia premiery. Płyta trafiła ponadto m.in. na listy przebojów w Niemczech, Belgii, Austrii, Szwajcarii oraz Szwecji. Materiał był promowany teledyskami do utworów „Phantom Antichrist” i „Civilization Collapse”.

## Lista utworów
Opracowano na podstawie materiału źródłowego.
| Nr  | Tytuł utworu                     | Długość |
| --- | -------------------------------- | ------- |
| 1.  | „Mars Mantra”                    | 1:18    |
| 2.  | „Phantom Antichrist”             | 4:31    |
| 3.  | „Death to the World”             | 4:53    |
| 4.  | „From Flood into Fire”           | 5:26    |
| 5.  | „Civilization Collapse”          | 4:13    |
| 6.  | „United in Hate”                 | 4:31    |
| 7.  | „The Few, the Proud, the Broken” | 4:37    |
| 8.  | „Your Heaven, My Hell”           | 5:53    |
| 9.  | „Victory Will Come”              | 4:14    |
| 10. | „Until Our Paths Cross Again”    | 5:49    |
|     |                                  | 45:25   |

## Twórcy
Opracowano na podstawie materiału źródłowego.
| Zespół Kreator w składzie - Miland "Mille" Petrozza - wokal prowadzący, gitara - Jürgen "Ventor" Reil – perkusja - Christian "Speesy" Giesler – gitara basowa - Sami Yli-Sirniö – gitara Dodatkowi muzycy - Uffe Bejstam, Ronny Milianowicz, Tommy Johansson, Matthias Kollek – wokal wspierający - Henric Bellinger – instrumenty perkusyjne | Inni - Dominic Paraskevopoulos, Marc Görtz, Sky von Hoff - przedprodukcja - Tim Schuldt - przedprodukcja, programowanie - Jens Bogren – produkcja muzyczna, inżynieria dźwięku, miksowanie, wokal wspierający - Jan Meininghaus – oprawa graficzna - Wes Benscoter – okładka - Stefan Heilemann – zdjęcia - Ted Jensen – mastering - Johan Örnborg – inżynieria dźwięku |